# Полноват
Полнова́т (рос. Полноват, хант. Поԓнавт) — село у складі Білоярського району Ханти-Мансійського автономного округу Тюменської області, Росія. Адміністративний центр Полноватського сільського поселення.
Населення — 1178 осіб (2010, 1233 у 2002).
Національний склад станом на 2002 рік: росіяни — 50 %, ханти — 32 %.